# اوگی دوک
اوگی دوک (به انگلیسی: Augie Duke) (زاده ۴ فوریهٔ ۱۹۸۶) بازیگر و کارگردان آمریکایی است.
از کارهای معروف او می‌توان به بازی در فیلم‌های اتاق سیاه، شتاب و گراز اشاره کرد.